# باب الجنان
باب الجنان هو باب من أبواب مدينة حلب القديمة في سوريا.

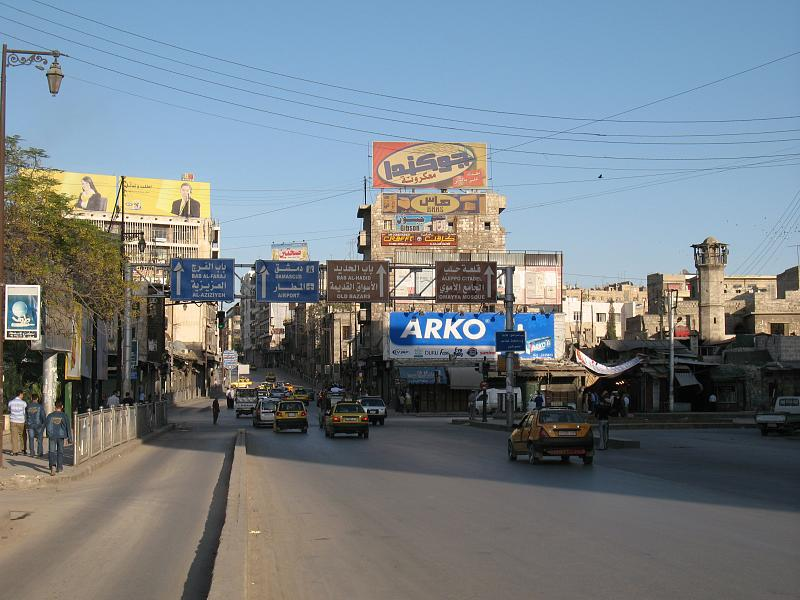

## التسمية والموقع
يلفظه العامة (باب جنين)، وقد سمي بذلك لأنه يفضي إلى جنائن حلب الغربية، حيث بساتين الفستق والأشجار المثمرة (حيث يجري نهر قويق)

وقد كان مركزاً لتحويل النقود وشحن البضائع والتجارة العامة، وهو يبعد عن باب أنطاكية مئات الأذرع نحو الشمال .

## تاريخ باب الجنان
هدمته الحكومة سنة 1310هـ (عام 1892 ميلادي أو 1893) بهدف توسعة الطريق ولم يبق له أثر. ومن الأساطير المرتبطة بالباب أنه يروى أن بباب الجنان طلسما للحيّات في برج يسمى برج الثعابين (حيث فيه كما يقال لا تضر معه أفعى ان لسعت) .
وفي باب الجنان قسطل أبي خشبة ( آخر بناء له في 820 هجرية و آخر ترميم في 918 للهجرة )وجامع القصر القديم.

.